# Мелиса Албърт
Мелиса Албърт (на английски: Melissa Albert) е американска редакторка и писателка, авторка на произведения в жанра фентъзи.

## Биография и творчество
Родена е в Илинойс, САЩ. В периода 2001 – 2003 г. учи творческо писане в Университета на Айова. През 2005 г. следва езикови изследвания и култура в Сорбоната. През 2006 г. получава бакалавърска степен по журналистика от Кълъмбия Колидж в Чикаго.
След дипломирането си, в периода 2006 – 2010 г. работи като редактор към „Енциклопедия Британика“ в Чикаго. Пише литературна и театрална критика за „Chicago Journal“ и „Time Out Chicago“. Тя е писала за „McSweeney's“, „Time Out Chicago“, MTV и др.
Премества се в Ню Йорк и в периода 2010 – 2013 г. работи като уеб редактор в Бруклинския музей. През 2013 г. работи като копирайтър в търговската компания „Madwell“. От 2013 г. е редактор към издателство „Barnes & Noble“. Тя е основател и редактор на блога „Barnes & Noble Teen“ през 2015 г. и управляващ редактор на BN.com.
Първият ѝ роман „Лешниковата гора“ от едноименната поредица, е издаден през 2018 г. Главната героиня Алиса отраства с майка си, като постоянно пътуват. Малко след като навършва 17 години, баба ѝ умира в имението „Лешниковата гора“, което тя не е виждала, а майка ѝ изчезва. Алиса, заедно със съученика си Елъри, тръгва да я търси в имението, а това се превръща в опасно приключение. Романът става бестселър в списъка на „Ню Йорк Таймс“ и я прави известна.
Мелиса Албърт живее със семейството си в Бруклин.

## Произведения

### Серия „Лешниковата гора“ (Hazel Wood)
1. The Hazel Wood (2018)
Лешниковата гора, изд.: ИК „ЕРА“, София (2018), прев. Юлия Чернева
2. The Night Country (2019)

### Екранизации
- ?? The Hazel Wood